# Campeonato Mundial de Atletismo Júnior de 2012 - Heptatlo feminino
A prova do heptatlo feminino do Campeonato Mundial de Atletismo Júnior de 2012 ocorreu entre os dias 12 e 13 de julho em Barcelona, na Espanha. 

## Recordes
Antes desta competição, os recordes mundiais e do campeonato nesta prova eram os seguintes:
|     | Nome           | Nacionalidade | Pontos | Local    | Data                 |
| --- | -------------- | ------------- | ------ | -------- | -------------------- |
| WJR | Carolina Klüft | Suécia        | 6542   | Munique  | 10 de agosto de 2002 |
| CR  | Carolina Klüft | Suécia        | 6470   | Kingston | 20 de julho de 2002  |

## Medalhistas
| Ouro                     | Prata               | Bronze                |
| Yorgelis Rodríguez (CUB) | Xénia Krizsán (HUN) | Tamara de Sousa (BRA) |

## Cronograma
Todos os horários são locais (UTC+1).
| Data        | Hora  | Evento                   |
| ----------- | ----- | ------------------------ |
| 12 de julho | 10:55 | 100 metros com barreiras |
| 12 de julho | 12:15 | Salto em altura          |
| 12 de julho | 18:35 | Arremesso de peso        |
| 12 de julho | 19:50 | 200 metros rasos         |
| 13 de julho | 10:30 | Salto em distância       |
| 13 de julho | 18:00 | Lançamento de dardo      |
| 13 de julho | 20:50 | 800 metros rasos         |

## Resultados

### 100 metros com barreiras
A prova ocorreu dia 12 de julho  às 10:55. 
| Posição. | Bateria | Raia | Atleta                    | Nacionalidade  | Tempo | Notas                | Pontos |
| -------- | ------- | ---- | ------------------------- | -------------- | ----- | -------------------- | ------ |
| 1        | 4       | 8    | Erica Bougard             | Estados Unidos | 13.73 |                      | 1017   |
| 2        | 4       | 6    | Kendell Williams          | Estados Unidos | 13.74 |                      | 1015   |
| 3        | 4       | 3    | Nadine Visser             | Países Baixos  | 13.76 |                      | 1013   |
| 4        | 4       | 9    | Sofia Linde               | Suécia         | 13.86 |                      | 998    |
| 5        | 3       | 6    | Lucia Mokrášová           | Eslováquia     | 13.99 | Recorde pessoal      | 980    |
| 6        | 4       | 4    | Qingling Wang             | China          | 14.09 |                      | 966    |
| 6        | 4       | 7    | Melissa-Maree Farrington  | Austrália      | 14.09 |                      | 966    |
| 8        | 4       | 2    | Yorgelis Rodríguez        | Cuba           | 14.10 |                      | 964    |
| 9        | 3       | 5    | Elodie Jakob              | Suíça          | 14.12 | Recorde da temporada | 961    |
| 10       | 4       | 5    | Tamara de Sousa           | Brasil         | 14.13 |                      | 960    |
| 11       | 3       | 2    | Portia Bing               | Nova Zelândia  | 14.14 | Recorde pessoal      | 959    |
| 12       | 3       | 8    | Katy Marchant             | Reino Unido    | 14.15 | Recorde pessoal      | 957    |
| 13       | 3       | 3    | Emma Buckett              | Reino Unido    | 14.18 |                      | 953    |
| 14       | 1       | 8    | Yusleidys Mendieta        | Cuba           | 14.23 | Recorde pessoal      | 946    |
| 15       | 3       | 4    | Xénia Krizsán             | Hungria        | 14.25 |                      | 943    |
| 16       | 2       | 7    | Grete Šadeiko             | Estónia        | 14.30 | Recorde pessoal      | 936    |
| 17       | 3       | 9    | Patricia Ortega           | Espanha        | 14.36 | Recorde pessoal      | 928    |
| 18       | 2       | 8    | Nafissatou Thiam          | Bélgica        | 14.44 | Recorde pessoal      | 917    |
| 19       | 1       | 7    | Frida Thorsås             | Noruega        | 14.53 | Recorde pessoal      | 905    |
| 20       | 2       | 6    | Ivona Dadic               | Áustria        | 14.55 | Recorde pessoal      | 902    |
| 21       | 2       | 4    | Nataliya Bashly           | Ucrânia        | 14.64 | Recorde pessoal      | 890    |
| 22       | 2       | 5    | Tania Mayer               | Suíça          | 14.68 | Recorde pessoal      | 884    |
| 23       | 2       | 3    | Henna Palosaari           | Finlândia      | 14.72 |                      | 879    |
| 24       | 1       | 9    | Georgia Ellenwood         | Canadá         | 14.76 | Recorde pessoal      | 874    |
| 25       | 1       | 4    | Maria Run Gunnlaugsdóttir | Islândia       | 14.90 | Recorde da temporada | 855    |
| 26       | 2       | 9    | Jutta Heikkinen           | Finlândia      | 14.91 | Recorde pessoal      | 854    |
| 27       | 1       | 3    | Kristella Jurkatamm       | Estónia        | 15.01 | Recorde pessoal      | 840    |
| 28       | 1       | 5    | Kateryna Tabashnyk        | Ucrânia        | 15.38 |                      | 792    |
| 29       | 1       | 6    | Laura Arteil              | França         | 18.41 |                      | 447    |
| 99       | 3       | 7    | Anouk Vetter              | Países Baixos  | DNF   |                      | 0      |

### Salto em altura
A prova ocorreu dia 12 de julho  às 12:15. 
| Posição | Grupo | Atleta                    | Nacionalidade  | 1.51 | 1.54 | 1.57 | 1.60 | 1.63 | 1.66 | 1.69 | 1.72 | 1.75 | 1.78 | 1.81 | 1.84 | 1.87 | Resultados | Notas                | Pontos |
| ------- | ----- | ------------------------- | -------------- | ---- | ---- | ---- | ---- | ---- | ---- | ---- | ---- | ---- | ---- | ---- | ---- | ---- | ---------- | -------------------- | ------ |
| 1       | A     | Kateryna Tabashnyk        | Ucrânia        | -    | -    | -    | -    | -    | -    | o    | -    | o    | o    | o    | xo   | xxx  | 1.84       |                      | 1029   |
| 2       | A     | Yorgelis Rodríguez        | Cuba           | -    | -    | -    | -    | -    | o    | -    | xxo  | xo   | o    | o    | xxx  |      | 1.81       |                      | 991    |
| 2       | A     | Nafissatou Thiam          | Bélgica        | -    | -    | -    | -    | -    | xo   | o    | xo   | o    | xo   | o    | xxx  |      | 1.81       |                      | 991    |
| 4       | A     | Kendell Williams          | Estados Unidos | -    | -    | -    | -    | o    | o    | xo   | o    | o    | o    | xxo  | xxx  |      | 1.81       |                      | 991    |
| 5       | A     | Xénia Krizsán             | Hungria        | -    | -    | -    | o    | o    | o    | o    | o    | xo   | o    | xxx  |      |      | 1.78       | Recorde da temporada | 953    |
| 6       | A     | Tamara de Sousa           | Brasil         | -    | -    | -    | xo   | o    | o    | o    | o    | o    | xxx  |      |      |      | 1.75       | Recorde pessoal      | 916    |
| 7       | A     | Lucia Mokrášová           | Eslováquia     | -    | -    | -    | o    | o    | o    | xo   | xo   | o    | xxx  |      |      |      | 1.75       | Recorde pessoal      | 916    |
| 8       | A     | Anouk Vetter              | Países Baixos  | -    | -    | -    | -    | o    | -    | o    | -    | xo   | xxx  |      |      |      | 1.75       | Recorde pessoal      | 916    |
| 9       | A     | Portia Bing               | Nova Zelândia  | -    | -    | o    | -    | o    | o    | o    | o    | xxo  | x    |      |      |      | 1.75       | Recorde pessoal      | 916    |
| 10      | A     | Sofia Linde               | Suécia         | -    | -    | -    | o    | xo   | o    | o    | o    | xxx  |      |      |      |      | 1.72       |                      | 879    |
| 11      | A     | Grete Šadeiko             | Estónia        | -    | -    | -    | -    | xo   | o    | xo   | o    | xxx  |      |      |      |      | 1.72       |                      | 879    |
| 12      | A     | Ivona Dadic               | Áustria        | -    | -    | -    | -    | o    | o    | xxo  | xxo  | xxx  |      |      |      |      | 1.72       |                      | 879    |
| 13      | B     | Erica Bougard             | Estados Unidos | -    | o    | o    | o    | o    | xxo  | xo   | xxo  | xxx  |      |      |      |      | 1.72       | Recorde pessoal      | 879    |
| 14      | B     | Nadine Visser             | Países Baixos  | -    | -    | o    | o    | xo   | xo   | xxo  | xxo  | x    |      |      |      |      | 1.72       | Recorde pessoal      | 879    |
| 15      | A     | Qingling Wang             | China          | -    | o    | o    | o    | xo   | xxo  | o    | xxx  |      |      |      |      |      | 1.69       |                      | 842    |
| 16      | A     | Emma Buckett              | Reino Unido    | -    | -    | o    | o    | o    | xxo  | xo   | xxx  |      |      |      |      |      | 1.69       |                      | 842    |
| 17      | B     | Yusleidys Mendieta        | Cuba           | -    | -    | -    | o    | -    | o    | -    | xxx  |      |      |      |      |      | 1.66       | Recorde da temporada | 806    |
| 18      | B     | Georgia Ellenwood         | Canadá         | -    | o    | o    | o    | xxo  | o    | xxx  |      |      |      |      |      |      | 1.66       | Recorde pessoal      | 806    |
| 19      | B     | Kristella Jurkatamm       | Estónia        | -    | o    | o    | o    | o    | xo   | xxx  |      |      |      |      |      |      | 1.66       |                      | 806    |
| 19      | B     | Maria Run Gunnlaugsdóttir | Islândia       | -    | o    | o    | o    | o    | xo   | xxx  |      |      |      |      |      |      | 1.66       | Recorde pessoal      | 806    |
| 19      | B     | Jutta Heikkinen           | Finlândia      | -    | -    | o    | o    | o    | xo   | xxx  |      |      |      |      |      |      | 1.66       |                      | 806    |
| 22      | B     | Patricia Ortega           | Espanha        | o    | -    | o    | xo   | o    | xxx  |      |      |      |      |      |      |      | 1.63       | Recorde pessoal      | 771    |
| 22      | A     | Melissa-Maree Farrington  | Austrália      | -    | -    | o    | xo   | o    | xxx  |      |      |      |      |      |      |      | 1.63       |                      | 771    |
| 24      | B     | Henna Palosaari           | Finlândia      | -    | o    | o    | xo   | xo   | xxx  |      |      |      |      |      |      |      | 1.63       |                      | 771    |
| 25      | B     | Katy Marchant             | Reino Unido    | -    | o    | o    | xo   | xxo  | xxx  |      |      |      |      |      |      |      | 1.63       |                      | 771    |
| 26      | B     | Laura Arteil              | França         | o    | o    | o    | o    | xxx  |      |      |      |      |      |      |      |      | 1.60       | Recorde pessoal      | 736    |
| 27      | B     | Tania Mayer               | Suíça          | o    | o    | xo   | o    | xxx  |      |      |      |      |      |      |      |      | 1.60       | Recorde da temporada | 736    |
| 28      | B     | Frida Thorsås             | Noruega        | -    | o    | xo   | xo   | xxx  |      |      |      |      |      |      |      |      | 1.60       |                      | 736    |
| 29      | B     | Nataliya Bashly           | Ucrânia        | -    | -    | xo   | xxo  | xxx  |      |      |      |      |      |      |      |      | 1.60       |                      | 736    |
| 99      | B     | Elodie Jakob              | Suíça          | xx   |      |      |      |      |      |      |      |      |      |      |      |      | NM         |                      | 0      |

### Arremesso de peso
A prova ocorreu dia 12 de julho  às 18:35. 
| Posição | Grupo | Atleta                    | Nacionalidade  | #1    | #2    | #3    | Resultados | Notas                | Pontos |
| ------- | ----- | ------------------------- | -------------- | ----- | ----- | ----- | ---------- | -------------------- | ------ |
| 1       | A     | Tamara de Sousa           | Brasil         | 13.81 | 12.09 | 13.89 | 13.89      |                      | 787    |
| 2       | A     | Nafissatou Thiam          | Bélgica        | 13.46 | 12.71 | 13.52 | 13.52      |                      | 762    |
| 3       | A     | Sofia Linde               | Suécia         | 10.50 | 8.30  | 13.29 | 13.29      |                      | 747    |
| 4       | A     | Yusleidys Mendieta        | Cuba           | 12.34 | 12.77 | x     | 12.77      |                      | 712    |
| 5       | A     | Xénia Krizsán             | Hungria        | x     | 12.76 | 12.25 | 12.76      | Recorde pessoal      | 711    |
| 6       | A     | Nadine Visser             | Países Baixos  | 12.55 | 12.02 | 12.26 | 12.55      | Recorde pessoal      | 698    |
| 7       | A     | Ivona Dadic               | Áustria        | 12.27 | 12.01 | x     | 12.27      |                      | 679    |
| 8       | A     | Tania Mayer               | Suíça          | 11.48 | 11.97 | 11.63 | 11.97      |                      | 659    |
| 9       | A     | Yorgelis Rodriguez        | Cuba           | x     | 11.45 | 11.92 | 11.92      |                      | 656    |
| 10      | A     | Frida Thorsås             | Noruega        | x     | 11.73 | 11.91 | 11.91      |                      | 655    |
| 11      | A     | Qingling Wang             | China          | 11.54 | 11.47 | 11.12 | 11.54      |                      | 631    |
| 11      | B     | Emma Buckett              | Reino Unido    | 11.54 | 10.97 | 10.91 | 11.54      |                      | 631    |
| 13      | B     | Melissa-Maree Farrington  | Austrália      | 9.92  | 10.59 | 11.53 | 11.53      | Recorde pessoal      | 630    |
| 14      | B     | Grete Šadeiko             | Estónia        | 10.57 | 11.43 | 11.14 | 11.43      | Recorde pessoal      | 628    |
| 15      | A     | Laura Arteil              | França         | x     | 11.34 | x     | 11.34      |                      | 618    |
| 16      | B     | Portia Bing               | Nova Zelândia  | 10.64 | 10.73 | 11.24 | 11.24      | Recorde pessoal      | 611    |
| 17      | A     | Nataliya Bashly           | Ucrânia        | 11.11 | 11.11 | 11.20 | 11.20      |                      | 608    |
| 18      | B     | Katy Marchant             | Reino Unido    | 11.08 | 11.15 | 10.86 | 11.15      |                      | 605    |
| 19      | B     | Jutta Heikkinen           | Finlândia      | 10.42 | 10.61 | 10.87 | 10.87      |                      | 587    |
| 20      | B     | Lucia Mokrášová           | Eslováquia     | 10.86 | 10.31 | 10.31 | 10.86      |                      | 586    |
| 21      | B     | Kendell Williams          | Estados Unidos | 9.30  | 9.39  | 10.70 | 10.70      | Recorde pessoal      | 575    |
| 22      | B     | Maria Run Gunnlaugsdóttir | Islândia       | 10.25 | 10.57 | 10.31 | 10.57      | Recorde pessoal      | 567    |
| 23      | B     | Henna Palosaari           | Finlândia      | 10.50 | x     | x     | 10.50      |                      | 562    |
| 24      | B     | Kateryna Tabashnyk        | Ucrânia        | 10.32 | x     | 9.87  | 10.32      |                      | 550    |
| 25      | B     | Erica Bougard             | Estados Unidos | 9.72  | 10.22 | 9.87  | 10.22      | Recorde pessoal      | 544    |
| 26      | B     | Kristella Jurkatamm       | Estónia        | 10.01 | x     | x     | 10.01      | Recorde pessoal      | 530    |
| 27      | B     | Georgia Ellenwood         | Canadá         | 9.99  | 9.57  | 9.88  | 9.99       | Recorde pessoal      | 529    |
| 28      | B     | Patricia Ortega           | Espanha        | 9.28  | 8.38  | 9.30  | 9.30       | Recorde da temporada | 484    |
| 99      | A     | Elodie Jakob              | Suíça          |       |       |       | DNS        |                      | 0      |
| 99      | A     | Anouk Vetter              | Países Baixos  |       |       |       | DNS        |                      | 0      |

### 200 metros rasos
A prova ocorreu dia 12 de julho  às 19:50. 
| Posição | Bateria | Raia | Atleta                    | Nacionalidade  | Tempo | Notas                | Pontos |
| ------- | ------- | ---- | ------------------------- | -------------- | ----- | -------------------- | ------ |
| 1       | 4       | 7    | Tamara de Sousa           | Brasil         | 24.06 | Recorde pessoal      | 975    |
| 2       | 4       | 3    | Lucia Mokrášová           | Eslováquia     | 24.33 | Recorde pessoal      | 949    |
| 3       | 1       | 5    | Yusleidys Mendieta        | Cuba           | 24.41 | Recorde pessoal      | 942    |
| 3       | 4       | 4    | Yorgelis Rodriguez        | Cuba           | 24.41 | Recorde pessoal      | 942    |
| 5       | 4       | 2    | Ivona Dadic               | Áustria        | 24.46 |                      | 937    |
| 6       | 3       | 9    | Qingling Wang             | China          | 24.62 | Recorde pessoal      | 922    |
| 7       | 1       | 3    | Erica Bougard             | Estados Unidos | 24.64 | Recorde pessoal      | 920    |
| 8       | 4       | 6    | Portia Bing               | Nova Zelândia  | 24.65 | Recorde pessoal      | 919    |
| 9       | 1       | 9    | Kendell Williams          | Estados Unidos | 24.94 | Recorde da temporada | 892    |
| 10      | 4       | 9    | Tania Mayer               | Suíça          | 24.95 | Recorde pessoal      | 891    |
| 11      | 3       | 5    | Nadine Visser             | Países Baixos  | 25.07 |                      | 880    |
| 12      | 3       | 7    | Laura Arteil              | França         | 25.11 | Recorde pessoal      | 877    |
| 13      | 4       | 8    | Melissa-Maree Farrington  | Austrália      | 25.13 |                      | 875    |
| 14      | 3       | 8    | Georgia Ellenwood         | Canadá         | 25.18 | Recorde pessoal      | 870    |
| 15      | 3       | 6    | Grete Šadeiko             | Estónia        | 25.27 | Recorde da temporada | 862    |
| 16      | 3       | 4    | Kristella Jurkatamm       | Estónia        | 25.29 |                      | 860    |
| 17      | 3       | 3    | Nafissatou Thiam          | Bélgica        | 25.31 |                      | 859    |
| 18      | 3       | 2    | Sofia Linde               | Suécia         | 25.81 |                      | 814    |
| 19      | 2       | 8    | Xénia Krizsán             | Hungria        | 25.83 | Recorde da temporada | 812    |
| 20      | 2       | 7    | Emma Buckett              | Reino Unido    | 25.91 | Recorde pessoal      | 805    |
| 21      | 2       | 6    | Jutta Heikkinen           | Finlândia      | 26.00 |                      | 797    |
| 22      | 2       | 5    | Patricia Ortega           | Espanha        | 26.01 |                      | 796    |
| 23      | 1       | 4    | Maria Run Gunnlaugsdóttir | Islândia       | 26.25 | Recorde da temporada | 775    |
| 23      | 2       | 9    | Frida Thorsås             | Noruega        | 26.25 |                      | 775    |
| 25      | 1       | 6    | Nataliya Bashly           | Ucrânia        | 26.41 | Recorde pessoal      | 762    |
| 26      | 1       | 7    | Henna Palosaari           | Finlândia      | 26.44 | Recorde da temporada | 759    |
| 27      | 2       | 4    | Katy Marchant             | Reino Unido    | 26.78 |                      | 730    |
| 28      | 1       | 8    | Kateryna Tabashnyk        | Ucrânia        | 26.94 | Recorde pessoal      | 717    |
| 99      | 2       | 3    | Elodie Jakob              | Suíça          | DNS   |                      | 0      |
| 99      | 4       | 5    | Anouk Vetter              | Países Baixos  | DNS   |                      | 0      |

### Salto em distância
A prova ocorreu dia 13 de julho  às 10:30. 
| Posição | Grupo | Atleta                    | Nacionalidade  | #1   | #2   | #3   | Resultados | Notas                | Pontos |
| ------- | ----- | ------------------------- | -------------- | ---- | ---- | ---- | ---------- | -------------------- | ------ |
| 1       | B     | Qingling Wang             | China          | 6.10 | 6.21 | x    | 6.21       | Recorde da temporada | 915    |
| 2       | B     | Emma Buckett              | Reino Unido    | 6.15 | x    | 5.68 | 6.15       |                      | 896    |
| 3       | B     | Sofia Linde               | Suécia         | 6.12 | x    | 5.89 | 6.12       | Recorde pessoal      | 887    |
| 4       | B     | Kendell Williams          | Estados Unidos | 5.89 | 6.11 | 5.98 | 6.11       |                      | 883    |
| 4       | B     | Laura Arteil              | França         | 6.11 | x    | 5.87 | 6.11       | Recorde pessoal      | 883    |
| 6       | B     | Yorgelis Rodríguez        | Cuba           | 6.10 | 5.43 | 5.97 | 6.10       |                      | 880    |
| 7       | A     | Kristella Jurkatamm       | Estónia        | 6.06 | 5.58 | x    | 6.06       |                      | 868    |
| 7       | A     | Tamara de Sousa           | Brasil         | 5.53 | 6.02 | 6.06 | 6.06       |                      | 868    |
| 9       | A     | Lucia Mokrášová           | Eslováquia     | 6.03 | 5.96 | x    | 6.03       |                      | 859    |
| 10      | B     | Yusleidys Mendieta        | Cuba           | 5.69 | 5.91 | 5.96 | 5.96       |                      | 837    |
| 11      | B     | Ivona Dadic               | Áustria        | 5.89 | 3.81 | 5.94 | 5.94       |                      | 831    |
| 11      | B     | Xénia Krizsán             | Hungria        | 5.65 | x    | 5.94 | 5.94       |                      | 831    |
| 13      | A     | Portia Bing               | Nova Zelândia  | 5.86 | 5.81 | 5.91 | 5.91       | Recorde pessoal      | 822    |
| 14      | B     | Melissa-Maree Farrington  | Austrália      | 5.90 | 5.85 | 5.79 | 5.90       |                      | 819    |
| 15      | B     | Grete Šadeiko             | Estónia        | x    | x    | 5.83 | 5.83       | Recorde pessoal      | 798    |
| 16      | B     | Erica Bougard             | Estados Unidos | 5.68 | 5.82 | 5.18 | 5.82       |                      | 795    |
| 17      | A     | Tania Mayer               | Suíça          | 5.46 | 5.79 | 5.55 | 5.79       | Recorde pessoal      | 786    |
| 18      | B     | Henna Palosaari           | Finlândia      | x    | 5.75 | x    | 5.75       | Recorde pessoal      | 774    |
| 19      | A     | Georgia Ellenwood         | Canadá         | 5.73 | x    | 5.53 | 5.73       |                      | 768    |
| 20      | A     | Frida Thorsås             | Noruega        | 5.71 | 5.30 | 5.66 | 5.71       |                      | 762    |
| 20      | A     | Nadine Visser             | Países Baixos  | 5.71 | 5.50 | x    | 5.71       |                      | 762    |
| 22      | A     | Patricia Ortega           | Espanha        | 5.52 | 5.12 | 5.70 | 5.70       |                      | 759    |
| 23      | A     | Nataliya Bashly           | Ucrânia        | 5.60 | 5.44 | 5.44 | 5.60       |                      | 729    |
| 24      | A     | Katy Marchant             | Reino Unido    | 5.48 | 5.40 | x    | 5.48       |                      | 694    |
| 25      | A     | Jutta Heikkinen           | Finlândia      | 5.38 | 5.01 | 5.18 | 5.38       | Recorde pessoal      | 665    |
| 26      | A     | Maria Run Gunnlaugsdóttir | Islândia       | x    | 4.96 | x    | 4.96       | Recorde da temporada | 548    |
| 27      | B     | Nafissatou Thiam          | Bélgica        | x    | x    | 4.39 | 4.39       |                      | 401    |
| 99      | B     | Kateryna Tabashnyk        | Ucrânia        | x    | x    | -    | NM         |                      | 0      |
| 99      | A     | Anouk Vetter              | Países Baixos  |      |      |      | DNS        |                      | 0      |
| 99      | A     | Elodie Jakob              | Suíça          |      |      |      | DNS        |                      | 0      |

### Lançamento de dardo
A prova ocorreu dia 13 de julho  às 18:00. 
| Posição | Grupo | Atleta                    | Nacionalidade  | #1    | #2    | #3    | Resultados | Notas                | Pontos |
| ------- | ----- | ------------------------- | -------------- | ----- | ----- | ----- | ---------- | -------------------- | ------ |
| 1       | A     | Xénia Krizsán             | Hungria        | 48.40 | 47.47 | 43.80 | 48.40      |                      | 829    |
| 2       | A     | Nafissatou Thiam          | Bélgica        | 44.99 | 40.59 | 42.61 | 44.99      | Recorde pessoal      | 763    |
| 3       | A     | Tamara de Sousa           | Brasil         | 38.06 | 39.56 | 42.51 | 42.51      | Recorde pessoal      | 716    |
| 4       | A     | Yusleidys Mendieta        | Cuba           | 41.72 | 41.79 | x     | 41.79      |                      | 702    |
| 5       | A     | Laura Arteil              | França         | 36.20 | 40.79 | x     | 40.79      |                      | 682    |
| 6       | A     | Frida Thorsås             | Noruega        | 37.71 | 40.14 | 40.28 | 40.28      |                      | 673    |
| 7       | A     | Jutta Heikkinen           | Finlândia      | 39.93 | 39.96 | 38.35 | 39.96      |                      | 667    |
| 8       | A     | Yorgelis Rodríguez        | Cuba           | 39.30 | 39.90 | x     | 39.90      |                      | 665    |
| 9       | A     | Sofia Linde               | Suécia         | 39.40 | x     | x     | 39.40      | Recorde pessoal      | 656    |
| 10      | B     | Maria Run Gunnlaugsdóttir | Islândia       | 39.13 | x     | 32.88 | 39.13      | Recorde pessoal      | 651    |
| 11      | A     | Tania Mayer               | Suíça          | 38.32 | 38.05 | 36.35 | 38.32      |                      | 635    |
| 12      | A     | Grete Šadeiko             | Estónia        | 37.06 | x     | 34.08 | 37.06      |                      | 611    |
| 13      | A     | Kristella Jurkatamm       | Estónia        | 30.86 | 36.94 | 32.02 | 36.94      |                      | 609    |
| 14      | B     | Portia Bing               | Nova Zelândia  | 36.88 | 35.43 | 34.14 | 36.88      |                      | 608    |
| 15      | A     | Katy Marchant             | Reino Unido    | 32.95 | 36.10 | x     | 36.10      |                      | 593    |
| 16      | B     | Georgia Ellenwood         | Canadá         | 35.68 | 36.02 | 34.21 | 36.02      |                      | 591    |
| 17      | B     | Henna Palosaari           | Finlândia      | 35.66 | 35.04 | 33.23 | 35.66      |                      | 584    |
| 18      | B     | Nataliia Bashly           | Ucrânia        | 34.54 | 34.48 | 32.09 | 34.54      |                      | 563    |
| 19      | B     | Qingling Wang             | China          | 31.14 | 34.08 | 33.00 | 34.08      |                      | 554    |
| 20      | B     | Nadine Visser             | Países Baixos  | 32.99 | 32.44 | 29.44 | 32.99      |                      | 533    |
| 21      | B     | Melissa-Maree Farrington  | Austrália      | 31.87 | 29.71 | 29.98 | 31.87      | Recorde da temporada | 512    |
| 22      | B     | Emma Buckett              | Reino Unido    | x     | 28.05 | 31.83 | 31.83      | Recorde pessoal      | 511    |
| 23      | B     | Lucia Mokrášová           | Eslováquia     | 30.66 | 31.36 | x     | 31.36      |                      | 502    |
| 24      | B     | Kendell Williams          | Estados Unidos | 28.08 | 30.48 | 25.85 | 30.48      | Recorde pessoal      | 486    |
| 25      | B     | Patricia Ortega           | Espanha        | 24.70 | x     | 27.34 | 27.34      |                      | 426    |
| 26      | B     | Erica Bougard             | Estados Unidos | x     | 24.20 | x     | 24.20      |                      | 367    |
|         | A     | Anouk Vetter              | Países Baixos  |       |       |       | DNS        |                      | 0      |
|         | A     | Elodie Jakob              | Suíça          |       |       |       | DNS        |                      | 0      |
|         | B     | Kateryna Tabashnyk        | Ucrânia        |       |       |       | DNS        |                      | 0      |
|         | B     | Ivona Dadic               | Áustria        |       |       |       | DNS        |                      | 0      |

### 800 metros rasos
A prova ocorreu dia 13 de julho  às 20:50. 
| Posição | Bateria | Raia | Atleta                    | Nacionalidade  | Tempo   | Notas                | Pontos |
| ------- | ------- | ---- | ------------------------- | -------------- | ------- | -------------------- | ------ |
| 1       | 2       | 5    | Frida Thorsås             | Noruega        | 2:12.89 |                      | 923    |
| 2       | 2       | 2    | Erica Bougard             | Estados Unidos | 2:15.36 |                      | 888    |
| 3       | 3       | 3    | Xénia Krizsán             | Hungria        | 2:16.08 | Recorde pessoal      | 878    |
| 4       | 3       | 1    | Yorgelis Rodríguez        | Cuba           | 2:16.75 | Recorde pessoal      | 868    |
| 5       | 3       | 8    | Sofia Linde               | Suécia         | 2:18.36 | Recorde pessoal      | 846    |
| 6       | 1       | 7    | Georgia Ellenwood         | Canadá         | 2:19.98 | Recorde pessoal      | 824    |
| 7       | 3       | 7    | Portia Bing               | Nova Zelândia  | 2:20.42 | Recorde pessoal      | 818    |
| 8       | 3       | 6    | Lucia Mokrášová           | Eslováquia     | 2:20.44 | Recorde pessoal      | 818    |
| 9       | 2       | 3    | Grete Šadeiko             | Estónia        | 2:21.11 | Recorde da temporada | 808    |
| 10      | 1       | 2    | Henna Palosaari           | Finlândia      | 2:23.87 | Recorde da temporada | 772    |
| 11      | 3       | 4    | Qingling Wang             | China          | 2:24.14 | Recorde pessoal      | 768    |
| 12      | 2       | 9    | Emma Buckett              | Reino Unido    | 2:25.88 | Recorde pessoal      | 745    |
| 13      | 2       | 6    | Nafissatou Thiam          | Bélgica        | 2:26.58 | Recorde pessoal      | 736    |
| 14      | 3       | 9    | Kendell Williams          | Estados Unidos | 2:26.60 | Recorde pessoal      | 736    |
| 15      | 2       | 1    | Tania Mayer               | Suíça          | 2:27.19 |                      | 729    |
| 16      | 1       | 5    | Maria Run Gunnlaugsdóttir | Islândia       | 2:27.29 | Recorde da temporada | 727    |
| 16      | 2       | 8    | Melissa-Maree Farrington  | Austrália      | 2:27.29 |                      | 727    |
| 18      | 1       | 6    | Patricia Ortega           | Espanha        | 2:28.48 | Recorde da temporada | 712    |
| 19      | 1       | 3    | Katy Marchant             | Reino Unido    | 2:29.77 |                      | 696    |
| 20      | 2       | 4    | Nadine Visser             | Países Baixos  | 2:30.88 |                      | 682    |
| 21      | 3       | 2    | Tamara de Sousa           | Brasil         | 2:31.23 | Recorde pessoal      | 678    |
| 22      | 2       | 7    | Kristella Jurkatamm       | Estónia        | 2:31.47 | Recorde pessoal      | 675    |
| 23      | 1       | 4    | Nataliia Bashly           | Ucrânia        | 2:32.69 |                      | 660    |
| 24      | 3       | 5    | Yusleidys Mendieta        | Cuba           | 2:40.34 | Recorde da temporada | 569    |
|         | 1       | 1    | Laura Arteil              | França         | DNS     |                      |        |
|         | 1       | 8    | Jutta Heikkinen           | Finlândia      | DNS     |                      |        |

## Classificação final
| Posição           | Atleta                    | Nacionalidade  | Pontos | Notas                |
| ----------------- | ------------------------- | -------------- | ------ | -------------------- |
| Medalha de ouro   | Yorgelis Rodríguez        | Cuba           | 5966   |                      |
| Medalha de prata  | Xénia Krizsán             | Hungria        | 5957   | Recorde pessoal      |
| Medalha de bronze | Tamara de Sousa           | Brasil         | 5900   | SJA                  |
| 4                 | Sofia Linde               | Suécia         | 5872   | Recorde pessoal      |
| 5                 | Portia Bing               | Nova Zelândia  | 5653   | Recorde pessoal      |
| 6                 | Lucia Mokrášová           | Eslováquia     | 5610   | Recorde pessoal      |
| 7                 | Qingling Wang             | China          | 5598   |                      |
| 8                 | Kendell Williams          | Estados Unidos | 5578   | Recorde pessoal      |
| 9                 | Grete Šadeiko             | Estónia        | 5517   | Recorde da temporada |
| 10                | Yusleidys Mendieta        | Cuba           | 5514   |                      |
| 11                | Nadine Visser             | Países Baixos  | 5447   |                      |
| 12                | Frida Thorsås             | Noruega        | 5429   |                      |
| 13                | Erica Bougard             | Estados Unidos | 5410   |                      |
| 14                | Nafissatou Thiam          | Bélgica        | 5384   |                      |
| 15                | Emma Buckett              | Reino Unido    | 5383   | Recorde pessoal      |
| 16                | Tania Mayer               | Suíça          | 5320   | Recorde da temporada |
| 17                | Melissa-Maree Farrington  | Austrália      | 5300   | Recorde pessoal      |
| 18                | Georgia Ellenwood         | Canadá         | 5262   | Recorde pessoal      |
| 19                | Kristella Jurkatamm       | Estónia        | 5188   |                      |
| 20                | Henna Palosaari           | Finlândia      | 5101   |                      |
| 21                | Katy Marchant             | Reino Unido    | 5046   |                      |
| 22                | Nataliya Bashly           | Ucrânia        | 4948   |                      |
| 23                | Maria Run Gunnlaugsdóttir | Islândia       | 4929   |                      |
| 24                | Patricia Ortega           | Espanha        | 4876   |                      |
| 25 !              | Jutta Heikkinen           | Finlândia      | DNF    |                      |
| 25 !              | Laura Arteil              | França         | DNF    |                      |
| 25 !              | Ivona Dadic               | Áustria        | DNF    |                      |
| 25 !              | Kateryna Tabashnyk        | Ucrânia        | DNF    |                      |
| 25 !              | Elodie Jakob              | Suíça          | DNF    |                      |
| 25 !              | Anouk Vetter              | Países Baixos  | DNF    |                      |

Legenda
| Recorde mundial       | Recorde mundial (World record)               |                       | Recorde africano                      | Recorde africano (African) |                                           | Q | Classificado por posição (Qualified) |
| Recorde do campeonato | Recorde do campeonato (Championship record)  | Recorde da América    | Recorde da América (Americas)         | q                          | Classificado por melhor tempo (Qualified) |   |                                      |
| Melhor marca do ano   | Melhor marca do ano (World leading)          | Recorde asiático      | Recorde asiático (Asian)              | DNS                        | Não largou (Did not start)                |   |                                      |
| Recorde nacional      | Recorde nacional (National record)           | Recorde europeu       | Recorde europeu (European)            | DNF                        | Não terminou (Did not finish)             |   |                                      |
| Recorde pessoal       | Recorde pessoal do atleta (Personal best)    | Recorde da Oceania    | Recorde da Oceania (Oceania)          | DSQ / DQ                   | Desclassificado (Disqualified)            |   |                                      |
| Recorde da temporada  | Recorde da temporada do atleta (Season best) | Recorde sul-americano | Recorde sul-americano (South America) | NM                         | Sem marca (No mark)                       |   |                                      |